# Зоран Сретеновић
Зоран Сретеновић (Београд, 5. август 1964 — Београд, 28. април 2022) био је југословенски и српски кошаркаш и кошаркашки тренер.

## Клупска каријера
Сениорску каријеру је почео у ОКК Београду а затим је прешао у Црвену звезду за коју је дебитовао у сезони 1984/85. код тренера Ранка Жеравице. Одиграо је још једну сезону са црвено-белима да би након доласка Влада Ђуровића 1986. године изгубио место у тиму и напустио клуб.
Након тога одлази у сплитску Југопластику где остварује највеће успехе. За пет сезона освојио је три титуле Европског клупског првака, четири титуле првака СФР Југославије као и два трофеја у купу. Пред почетак рата у Хрватској одлази из Југопластике и каријеру наставља у немачком Бамбергу са којим осваја Куп Немачке у сезони 1991/92. Након тога игра и за француски Олимпик Антиб у сезони 1992/93.
Током 1993. године се враћа у Србију и потписује за Партизан где проводи сезону 1993/94. и осваја куп СР Југославије. Након тога је провео неколико сезона у домаћем првенству играјући за Боровицу из Руме, поново за Црвену звезду и београдски Раднички. Године 1998. одлази у Пољску где је завршио каријеру 2001. године.

## Репрезентација
Са репрезентацијом СФР Југославије је освојио златну медаљу на Европском првенству 1991. године у Италији, а са репрезентацијом СР Југославије је такође освојио злато Европском првенству 1995. године у Грчкој.

## Тренерска каријера
Након завршетка каријере постао је тренер и водио Будућност из Подгорице током сезоне 2001/02. Био је и помоћник Жељку Лукајићу у Хемофарму 2005. године. Сезону 2007/08. је био први тренер Игокее. У јулу 2008. постао је тренер Војводине, али их је напустио већ у новембру због слабих резулата. Сезону 2010/11. је био тренер пољске Полфарме и са њима је освојио пољски куп. У јануару 2013. постао је тренер пољског Кошалина. Добио је отказ у новембру исте године због слабих резултата.

## Успеси

### Играчки

#### Клупски
- Сплит:
  - Куп европских шампиона (3): 1988/89, 1989/90, 1990/91.
  - Првенство Југославије (4): 1987/88, 1988/89, 1989/90, 1990/91.
  - Куп Југославије (2): 1989/90, 1990/91.
- Бамберг:
  - Куп Немачке (1): 1991/92.
- Партизан:
  - Куп СР Југославије (1): 1993/94.

#### Репрезентативни
- Европско првенство:  1991.
- Европско првенство:  1995.

### Тренерски

#### Клупски
- Полфарма Староград Гдањски:
  - Куп Пољске (1): 2010/11.